# R. C. Trevelyan
Robert Calverl(e)y Trevelyan (* 28. Juni 1872 in Weybridge; † 21. März 1951 in Dorking, Surrey) war ein Schriftsteller und Übersetzer.

## Leben
Trevelyan war der zweite Sohn von Sir George Trevelyan, 2. Baronet und dessen Frau Caroline, geborene Philips, Tochter des Textilfabrikanten und Abgeordneten Robert Needham Philips. Er ging zur Harrow School und studierte Alte Sprachen und Jura am Trinity College in Cambridge, denn sein Vater wollte, dass er ihm im Anwaltsberuf folgte. Aber Robert Trevelyan wollte Dichter werden und sein erster Band mit Gedichten Mallow and Asphodel erschien 1898. Sein 1912 erschienenes Versdrama The Bride of Dionysus wurde von Donald Tovey als Oper gestaltet. Edward Marsh nahm ein Gedicht von ihm in seine Sammlung Georgian Poetry 1911–1912 auf. Trevelyan veröffentlichte Übersetzungen von griechischen und lateinischen Autoren.
Trevelyan hatte einen großen Freundeskreis, er hatte lockere Beziehungen zum Bloomsbury-Kreis, er war mit Isaac Rosenberg bekannt und reiste mit E.M. Forster 1912 nach Indien. Er war ein überzeugter Pazifist und versteckte den Kriegsdienstverweigerer John Rodker im Ersten Weltkrieg.